# Sacrament of Wilderness
Sacrament of Wilderness je píseň symphonic power metalové skupiny skupiny Nightwish, která vyšla jako první singl z druhého alba Oceanborn. Dosáhla 1. místa ve finském žebříčku.
Video je záznam živého koncertu v domácím městě skupiny, Kitee. Zajímavostí je, že členové skupiny v něm vystupující mají krátké vlasy.
Píseň se přestala objevovat na koncertech od Century Child tour v roce 2003 a opět se vrátila až ke konci 2007, kdy už ji zpívá nová zpěvačka Anette Olzon. Je to jedna z mála písní jejich rané éry, která stále přežívá a stále je na koncertech hraná.

## Seznam skladeb
1. Sacrament of Wilderness
2. Burning Flames' Embrace (by Eternal Tears of Sorrow)
3. The Crow and the Warrior (by Darkwoods My Betrothed)